# Resolució 210 del Consell de Seguretat de les Nacions Unides
La Resolució 210 del Consell de Seguretat de les Nacions Unides, aprovada per unanimitat el 6 de setembre de 1965, després de rebre un informe del Secretari General de les Nacions Unides sobre l'evolució de la situació al Caixmir, el Consell va demanar a les parts que cessessin immediatament les hostilitats en tota la zona de conflictes i es retiressin tot el personal armat a les posicions que tenien abans del 5 d'agost de 1965. El Consell va demanar al Secretari General que faci tot el possible per donar efecte a la present resolució i a la resolució 209, així com enfortir el Grup d'Observadors Militars de les Nacions Unides a l'Índia i Pakistan. A continuació, el Consell va decidir mantenir el tema sota una revisió urgent i contínua.